# Silent Night – Leise rieselt das Blut
Silent Night – Leise rieselt das Blut ist ein kanadisch-US-amerikanischer Horrorfilm von Steven C. Miller aus dem Jahr 2012. Der Slasher-Film basiert lose auf dem Film Stille Nacht – Horror Nacht (1984).

## Handlung
In der kleinen Stadt Cryer in Wisconsin bereitet sich die Stadt auf die alljährliche Weihnachtsmann-Parade vor. Aubrey Bradimore, die einen tragischen Verlust erlitten hat, muss am Heiligen Abend auf Anordnung des Sheriffs Cooper arbeiten, da der Deputy Jordan nicht zum Dienst erschienen ist. Zunächst gehen alle davon aus, dass er blau macht und sich mit einer Affäre vergnügt. Bei einem Einsatz findet Aubrey ihn jedoch. Er wurde mit einer elektrischen Weihnachtsbeleuchtung unter Strom gesetzt und ermordet. Auch seine Affäre ist tot, wie sich später herausstellt. Nachdem man ihren Mann als Verdächtigen ausschließen kann, stellt sich schnell heraus, das ein mordender Weihnachtsmann in der Stadt herumgeht.
Händeringend suchen die Beamten nach dem Killer. Nachdem sie zunächst einen Drogendealer unter Verdacht haben, der einen Pornodreh in der Stadt beliefert hat, wo ebenfalls der Weihnachtsmann zuschlug, kommt der asozial wirkende Santa Jim in Verdacht und wird nach einem kurzen Verhör eingesperrt. Doch kurz darauf wird Aubrey klar, dass sie den falschen haben: der Weihnachtsmann kündigt seine Taten mit einer Geschenkbox mit Kohle an, die auch ihr Vater, ein ehemaliger Sheriff erhalten hat. Zu Hause kann sie nur noch den Tod ihres Vaters feststellen. derweil macht sich der Killer mit einem Flammenwerfer bewaffnet auf den Weg ins Polizeirevier. Aubrey gelingt es schließlich, den Killer zu stellen. Sie setzt ihn unter Feuer und kann fliehen, während die Polizeistation niederbrennt. Der Killer entkommt jedoch.
Es stellt sich am Ende heraus, dass der Killer Ronald Jones, Jr. ist. Sein Vater lief auf einer Weihnachtsparty Amok, wo er seine Exfrau tötete. Ronald Jones Jr. hatte sich im Truck seines Vaters versteckt und musste mitansehen, wie Aubreys Vater, der damals Deputy war, seinen Vater erschoss. Stark verbrannt fährt Ronald Jones, Jr. aus der Stadt.

## Produktion
Die Idee ein Remake zu Stille Nacht – Horror Nacht zu machen entstand um 2006. Man beauftragte Jayson Rothwell mit dem Drehbuch, der den Originalfilm jedoch nie gesehen hatte. Stattdessen nahm er das Familien-Massaker in Covina 2008 als Vorbild und schrieb einen Whodunit mit einer Reihe von Splatterszenen. Die Regie übernahm Steven C. Miller. Der Film wurde innerhalb von 17 Tagen im April 2011 in Winnipeg, Manitoba, Kanada gedreht.

## Veröffentlichung
Der Film wurde von Anchar Bay Entertainment in den Verleih aufgenommen und erschien ab dem 30. November 2012 auch im Kino. Jedoch kam es kurz nach dem Kinostart zum Amoklauf an der Sandy Hook Elementary School und Anchor Bay nahm Teile der Promotionkampagne angesichts der Tragik der Situation zurück. Der Film erreichte ein Box-Office von 14.567 US-Dollar und lief in 11 Kinos. International kam er auf 112.027 US-Dollar.
In Deutschland wurde der Film um rund 37 Sekunden geschnitten, um von der FSK die Freigabe „keine Jugendfreigabe“ zu erhalten. Später erschien eine Uncut-Fassung mit einer SPIO/JK-Fassung.

## Rezeption
Das Lexikon des internationalen Films schrieb: „Schlichter, recht blutiger Slasher-Film, dem Malcolm McDowell als altersweiser Ermittler einige schwarzhumorige Spitzen beschert.“ Frank Trebbin schrieb als Fazit seiner Kritik: „tumbe Unterhaltung aus der Hack’n’Slay-Ecke, die nicht annähernd jenen Spaß versprüht, den man früher bei solchen Streifen erlebt hat.“